# Лапушкин, Андрей Вениаминович
Андрей Вениаминович Лапушкин (9 ноября 1965, Ленинград, СССР) — советский и российский футболист, нападающий.

## Биография
Воспитанник футбольной школы «Смена» Ленинград, первый тренер В. Матренин.
Учился на электромеханическом факультете Ленинградского политехнического института.
В команде мастеров дебютировал в 1983 году — в команде второй лиги «Динамо» Ленинград провёл два матча. Следующие три сезона числился в составе ленинградского «Зенита», за дублирующий состав сыграл 10 матчей, забил три гола. В 1986 году вернулся в «Динамо», где за три года в 88 матчах забил 13 мячей. В 1989 году перешёл в другой ленинградский клуб — «Кировец», из которого в середине следующего сезона перешёл в «Зенит», провёл 12 матчей. Сезон-1991 отыграл вновь в «Кировце».
В 1992 году Лапушкин перешёл в клуб второй лиги «Смена-Сатурн», в 33 матчах забил 25 мячей, стал лучшим бомбардиром 4 зоны и вышел вместе с командой в первую лигу. В 1993 году в 40 матчах забил 22 гола, став третьим бомбардиром зоны «Запад». В середине сезона-1995 из команды, сменившей название на «Сатурн-1991», перешёл в эстонский клуб «Лантана» Таллин, в 1996 году стал чемпионом страны. Имел вид на жительство, чтобы не считаться иностранцем в чемпионате. В 1997 году вернулся в петербургское «Динамо», с которым во второй лиге завершил профессиональную карьеру.
Один год играл в третьем дивизионе Финляндии за команду «Сортавала» из одноимённого города. Затем более 20 лет работал на таможне. Играл за сборную Северо-Западного таможенного управления на турнирах, в том числе на Всемирных играх полицейских, пожарных и таможенников.